# 药物发现
在医学、生物技术和药学领域，药物发现是指一个新的候选药物的发现过程。
历史上科学家通过鉴定传统药物中的活性成分或意外发现某物质具有疗效从而发现药物，如青霉素的发现。近代，科学家通过细胞或生物体筛选化合物库中的合成小分子、天然产物或其提取物，旨在发现经典药理学中具有理想疗效的物质。人类基因组测序技术使得快速克隆和合成大量纯化蛋白质成为可能。其中某些蛋白质靶标被认为与缓解或治疗疾病有关，被称为反向药理学（Reverse pharmacology）。常规的药物发现研究经历如下几个阶段：先利用化合物库中大量的化合物针对分离的蛋白质生物靶标进行高通量筛选（High throughput screening），然后将筛选出的活性化合物继续在细胞中测试，最后将多轮测试中结果良好的化合物继续进行动物实验，以评价其治疗活性或效力（Efficacy）。
现代药物发现包括以下几个环节：苗头化合物（Hit compound）的筛选与发现、 药物化学研究即从苗头化合物至先导化合物（Hit to Lead）和先导化合物优化（Lead optimization）。其中优化过程涵盖了：增加与靶点的亲和力（提高活性）、增加配体选择性（减少副作用）、提高效力或活性、提高化合物代谢稳定性（以增加生物半衰期 ）和提高药物的口服生物利用度。只要找到某化合物可满足以上所有条件，药物开发过程就可以继续推进，如若开发过程成功结束，将使用开发的新药开展临床试验，以在人体上测试该新药的安全性和有效性。
现代新药发现过程属于资本密集型产业，这些资本涉及制药企业的大量投资以及政府提供的政策补助和贷款担保。尽管药物科技和现代生物理论的不断进步和对药物发现颇有帮助，但迄今为止药物发现仍然是一个漫长、昂贵、困难且低效的过程，发现全新疗效的成功药物的数量很少。2010年统计每个新化学实体的研发费用约为18亿美元。21世纪针对药物的基础研究工作主要由政府和慈善组织资助，而药物的后期开发主要由制药公司或风投资本资助。药品的获准上市前，必须经历几个临床试验阶段，若成功才可通过新药批准程序并上市销售，在美国称为新药申请（New Drug Application，NDA）。
一个可取得商业或公共卫生领域成功的药物发现过程，需要投资家、企业家、学术界、法律专利领域、政府监管领域和市场营销之间的通力协作。'罕见疾病患者人群较少，可预见其治疗药物无法取得商业上丰厚的回报，或在公共健康领域产生巨大影响。因此政府和众多孤儿药资助基金可帮助这些罕见病患者，让其通过各种资助仍可获得良好的药物治疗。

## 历史
药物在人体中的作用机制，是由药物分子与生物大分子（通常为蛋白质或核酸）的特定相互作用介导的，基于以上观点科学家得出论断：药品中具备的生物活性是由其中的单一化学物质产生的。从此药用植物的粗品提取物被单一纯净的化学物质所替代成为标准药物，这正是药理学时代的开端。例如，鸦片是罂粟的粗品提取物，其具有镇痛活性的单一化学成分是吗啡；而洋地黄中的粗品提取物具有心脏兴奋活性，其有效化学成分是地高辛。使用有机化学研究天然产物中活性成分的学科称为天然产物化学，有机化学还促成了许多活性天然产物的全合成。
历史上，无论是粗品提取物还是纯化学物质，均在不明生物靶标的情况下进行生物活性筛选工作。而先鉴定化学物质的结构，并用其验证疗效或相关生物活性，这种方法被称为经典药理学或正向药理学，或称表型药物发现。
后来，科学家针对已知的生理或病理途径，设计且合成了一系列具相关活性的小分子，以避免对化合物库筛选的依赖并取得了巨大的成功。例如：格特魯德·B·埃利恩（Gertrude Elion）和乔治·H·希钦斯在嘌呤代谢方面的工作，詹姆士·W·布拉克在β受体阻滞剂和西咪替丁方面的工作，以及远藤章在他汀类药物方面的工作。另一个成功范例是大卫杰克（David Jack），他基于已知活性物质开发化合物类似物药物，在葛兰素史克制药中参与或主导开发以下项目：第一个用于哮喘的甾体类吸入剂药物；选择性β2-肾上腺素能激动剂——雷尼替丁（西咪替丁的二代药物），以及曲坦类药物的开发工作。
格特鲁德·B·埃利恩与不到50人的小组一起开发嘌呤类似物，发现了首款抗病毒药物和首个辅助人体器官移植的免疫抑制剂——硫唑嘌呤，并开发了首款缓解儿童白血病药物。他一生参与了多个关键的肿瘤药物、抗疟疾药物、抗菌药物和痛风药物的研发项目，并于1988年，获颁诺贝尔生理学或医学奖。
2020年代，量子位元和量子计算应用于药物发现领域，大幅地节省研发时间。

## 靶标
靶点或称靶标（Target）在生物学中是指生物体内，能够被其他物质（配体或药物分子）识别或结合的结构。在药学中，靶点是指研究的病理学相关的细胞或其分子结构，开发的药物会与之作用并治疗疾病。然而，在不完全理解靶标信息的情况下，可将靶标区分为新靶标或已知靶标，通常由新药开发公司对靶标进行区分。根据2011年统计，约有435种人类基因组物质被FDA定义为批准药物的治疗药物靶标。
“已知靶标”是指有大量历史文献的支持下，对该靶标如何在正常生理学中发挥作用，以及该靶标如何参与人类病理学均有良好的科学性理解。但已知靶标不意味着药物的作用机制已被完全了解，其科学背景信息已经过大量研究，尤其是靶标的功能性信息。通常“新靶标”不是已知靶标，而是在药物发现中已有大量科学数据和研究资料的靶标。在药物发现工作中，主要研究的靶标类型为蛋白质，例如G蛋白偶联受体（GPCR）和蛋白激酶。

## 筛选和设计
药物发现通常从确定疾病的靶标开始，然后利用高通量筛选（HTS）和大型化合物库进行筛选，找到能与靶标结合的化合物。例如，如果靶标是新的G蛋白偶联受体，可通过以上方法筛选化合物抑制或激动该受体的活性（参见拮抗剂和激动剂）；而如果靶标是一种蛋白激酶，则需要筛选化合物抑制该激酶的能力。
高通量筛选的另一个作用是测试某化合物对目标靶标的特异性。药物开发者期待找到一种药物分子，其只会影响目标靶标，而不影响体内其他相关靶标。因此，可将某化合物进行多个靶标的筛选，以确认该化合物“命中”目标靶标的同时是否会干扰其他相关靶标，即所谓的脱靶效应，这个过程称为靶标的交叉筛选。交叉筛选的必要性在于：化合物可命中的靶点越多意味着特异性越差，在临床实验中表现出的脱靶毒性的可能性也越大。
早期筛选中通常找不到完美的候选药物，所以第一阶段可排除一些无法继续开发的化合物；若某化合物在几乎所有筛选中均可命中不同靶标，该类化合物被药物开发者定义为“泛分析干扰化合物”，在此阶段该类化合物将从库中被剔除。在筛选期间，如果发现几种化合物具有类似程度的生物活性，且这些化合物具有某些共同的化学基团或特征，则基团或特征可能属于药效团。基于药效团的研究，药物化学家尝试分析化合物的构效关系（SAR）来优化先导化合物（Lead compound）的各项药物特性：
- 基于所选靶标，增加化合物的活性
- 减少针对不相关靶标的化合物活性
- 改善药物分子的类药性或ADME特性

整个筛选过程需要生物实验与化学结构改造经历反复且多次迭代，在此期间，新化学实体的特性在生物实验的结果反馈中不断得到优化，并挑选数据良好的化合物继续开展体外和体内的生物实验测试，最后将体内外实验均良好的候选化合物用于所选疾病的动物模型中，以测试该化合物的体内的有效性和安全性。
与药物吸收相关的物理化学性质包括：电离（pKa）、溶解度和渗透性等。其中渗透性可通过平行人工膜渗透性测定（Parallel artificial membrane permeability assay，PAMPA）或Caco-2细胞测定。Caco-2、胃肠道（GIT）和血脑屏障（BBB）等测试具有高度相关性的优点，但PAMPA法与之相比药物损耗低且价格低廉，因此作为早期化合物渗透性的筛选工具而被广泛使用。
一系列参数可用于评估化合物的成药性或类药性（Drug-Like property），如Lipinski五原则。这些参数中有些可通过模型预测估算，如用于估算亲脂性的参数有：分配系数（cLogP） 、分子量（Mw）、极性表面积（TPSA）。以及只有通过实验测试才可知的参数，如：效力（或效价）、酶促清除率的其他体外测试项目等。此外如：配体效率（LE）和亲脂效率（LiPE）等参数也可参与评估类药性质。
高通量筛选虽常用于新药发现，但并非成功的唯一途径。药物设计还可基于一些具备药物特性的分子进行开发，此类分子可从自然界的动植物中提取的天然产物，也可将已上市的药物进行改造，即开发所谓的Me-too药物。其他还有一些方法，如虚拟高通量筛选。其中所谓的虚拟筛选，是使用计算机生成的蛋白质靶点模型与虚拟化合物库中的化合物进行对接（Docking）操作，以选出可能存在活性的苗头化合物（Hit compound）。
另一种药物发现方法称为药物从头设计，先推测一类化合物可匹配目标酶的活性位点（Active site）。例如，利用虚拟筛选和计算机辅助药物设计识别可与目标蛋白质靶点模型相互作用的新化学实体。分子建模和分子动力学模拟对于提高先导化合物的活性和成药性均起到指导作用。
药物发现模式正发生转变，从昂贵且覆盖化学空间（结构多样性）有限的化合物库中进行高通量筛选，逐渐转变为较小的化合物库（不超过几千种化合物）筛选。这些新的模式包括：基于片段的先导化合物发现（Fragment-based lead discovery, FBDD）和蛋白质导向的动态组合化学（Protein-directed dynamic combinatorial chemistry）。以上方法中使用的配体小分子通常体积较小，且与靶蛋白的结合亲和力较HTS中筛选出的化合物更弱。首轮化合物被筛选出后，需要通过有机合成对小分子进行化学修饰，使之成为先导化合物。运用蛋白质X射线晶体学，可鉴定化合物与蛋白质片段形成复合物的三维空间结构，通过该结构可进一步指导先导化合物的修饰与优化。这些新模式的优点在于：筛选更有效率，且与HTS相比化合物库虽然较小，但通常覆盖的化学空间（Chemical space）很大。
表型筛选（Phenotypic screen）也是药物发现新的起点之一。多种动物或细胞模型可供筛选药物，包括：酵母、斑马鱼、蠕虫、永生细胞系、原代细胞系、患者来源的细胞系和完整动物模型。这些筛选旨在寻找可逆转疾病表型的化合物，其表型包括:死亡、蛋白质聚集、突变蛋白质表达或细胞增殖。成功入选的化合物，继续使用更全面的细胞模型或生物体进行筛选。此时当模型的价格或时间成本高昂时,可使用较小的筛选库进行。通常，表型筛选出的化合物虽然具有药效，但其确切作用机制（MOA）却是未知的，后续需要大量的目标逆卷积（Deconvolution）实验来确定其作用机制。化学蛋白质组学（Chemoproteomics）的发展，为药物设计提供了许多策略，以确定此类表型筛选药物与靶标相互作用的机制。
一旦确定先导化合物（Lead compound），即候选化合物具有足够与靶标结合的活性和选择性，也具有良好的类药性。即可挑选其中的一至两个系列化合物用于后续的药物开发。其中最好的化合物被称为先导化合物，另一个则被指定为备选化合物。

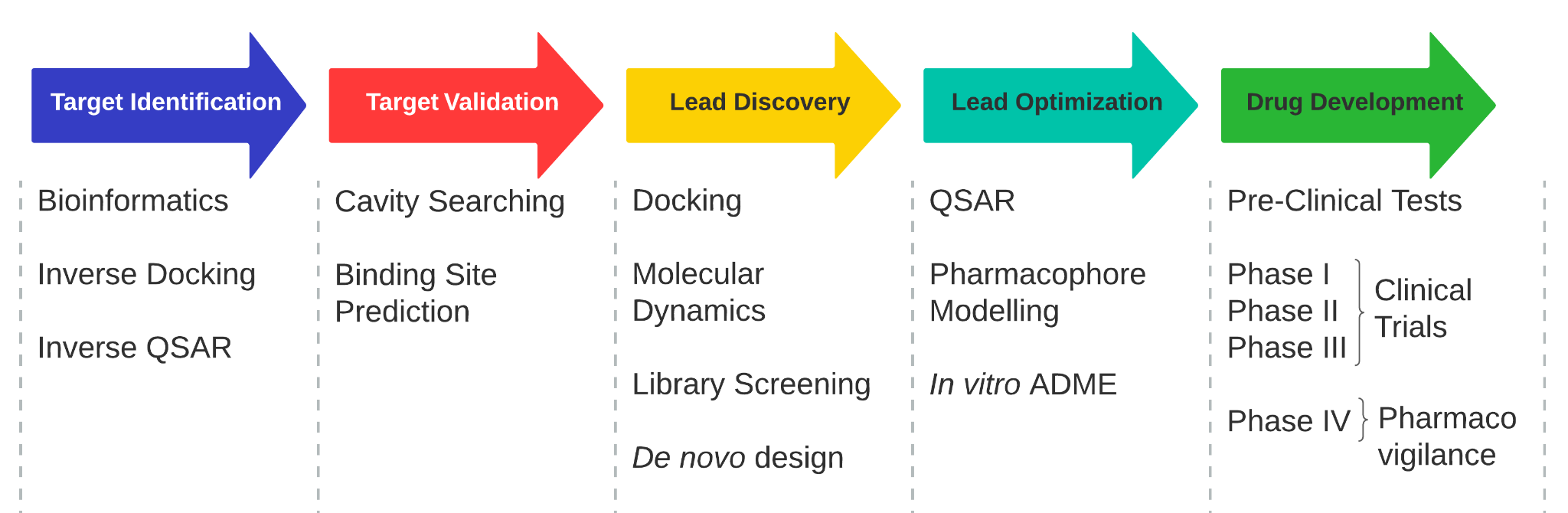
药物开发的各个阶段：靶点确认——靶点验证——先导化合物发现——先导化合物优化——临床药物开发。其中各个阶段均可运用计算技术。

## 源于天然产物的药物
传统意义上，发现药物和具有生物活性的化学物质，是基于研究有机体产生的化合物如何影响其他生物体活动的基础之上。
尽管组合化学（Combinatorial chemistry）已成为先导化合物发现中的关键一环，而天然产物仍然在药物发现中发挥着重要作用。2007年的一份报告报道了1981至2006几年间，开发的974个小分子新化学实体中，63%为天然产物衍生物或天然产物的半合成衍生物。对于某些治疗领域，例如抗菌药物、抗肿瘤药物、抗高血压药物和抗炎药物，天然产物的比例更高。天然产物是现代抗菌药物开发中的新化学结构的重要来源之一。

### 源于植物的药物
动植物产生的许多次级代谢产物具有潜在的药用治疗性质。这些次级代谢物包含以下活性：结合蛋白质或受体、酶等靶点并改变其生物功能。因此，动植物相关的天然产物常被用作药物发现的起点。

#### 历史
西方直至文艺复兴时期，绝大多数使用的西药是植物提取物。基于植物作为药物发现的重要来源，逐渐形成了具有药效潜力的植物信息库。植物不同的部位（如根、叶和花）会产生不同的代谢物和激素，这些知识对于准确识别生物活性和植物药理学属性至关重要。鉴于各个国家药品监管机构的监管要求，鉴定天然产物并将其作为新药推向市场会经历严格的审批过程。

#### 茉莉酸

茉莉酸甲酯（JA）的化学结构。

茉莉酸（Jasmonate）会影响到细胞内信号的反馈机制。它们通过蛋白酶抑制剂诱导细胞凋亡、蛋白质级联（Protein cascade）、具备防御功能，并调节植物对不同生物和非生物胁迫的反应。茉莉酸还具有通过释放代谢物诱导膜去极化，以直接作用于线粒体膜的能力。
茉莉酸衍生物（JAD）对于植物细胞的伤口反应和组织再生非常重要。研究表明茉莉酸衍生物对人体表皮层具有抗衰老作用。研究推测其与蛋白多糖（Proteoglycan，PG）和糖胺聚糖（Glycosaminoglycan，GAG）多糖相互发生作用，可帮助重塑细胞外基质的重要成分。茉莉酸衍生物被发现在皮肤修复方面的研究，引发了科学家对于植物激素在药物应用中的研究。

#### 水杨酸盐

乙酰水杨酸的化学结构，通常称为阿司匹林。

水杨酸（Salicylic acid，SA）是一种植物激素，最初来源于柳树皮，此后被发现在许多植物物种中存在。尽管科学家仍未完全了解水杨酸在植物中的作用，但可以确定其是植物免疫力的关键化学物质，它参与了植物和动物组织的疾病和免疫反应。水杨酸可结合水杨酸结合蛋白（Salicylic acid binding proteins，SABP），已显示其可对多种动物组织产生影响。分离出的水杨酸化合物，首个发现的药用属性是治疗疼痛和发烧。其次，它还在抑制细胞增殖中发挥积极作用，并具有诱导白血病淋巴细胞凋亡及其他人类癌细胞凋亡的能力。最常见的水杨酸类药物是阿司匹林，也称为乙酰水杨酸，其具有抗炎和解热的作用。

### 源于动物的药物
现代医学中使用的一些药物，其发现过程来源于动物体内，或是基于在动物发现的化合物。例如，抗凝药物水蛭素，及其化学类似物比伐卢定（Bivalirudin）是基于一种（欧洲医蛭）的唾液中的活性物质基础上研发出的药物。用于治疗2型糖尿病药物艾塞那肽（Exenatide），是基于一种毒蜥（美国毒蜥）的唾液中分离的活性物质基础上研发出的药物。 

### 源于微生物代谢物的药物
微生物为生存会争夺空间和营养。为了适应环境存活，许多微生物会避免与其他微生物竞争，并演化出避免其他微生物增殖的能力，因此抗菌药物的主要研发基础就是微生物。链霉菌分离株（Streptomyces isolate）是非常有价值的抗生素来源，其被称为药用霉菌。另一个通过微生物的防御机制而发现的抗生素的经典例子，是1928年科学家通过被青霉菌污染的细菌培养物中发现了青霉素。

### 源于海洋无脊椎动物的药物
也可从海洋世界中发现新的生物活性物质。1950年代科学家从海洋无脊椎动物中发现的阿拉伯糖核苷，首次证明核糖和脱氧核糖以外的糖类化合物可衍生出具有生物活性的核苷类化合物。直至2004年，首个海洋动物的衍生药物才获得批准，如锥形蜗牛毒素：齐考诺肽（Ziconotide）也称为 Prialt，可治疗严重的神经性疼痛。其他海洋动物衍生药物目前正在开展对于包括：癌症、抗炎和疼痛等适应症的临床试验。

### 化学多样性
组合化学可高效地生成大型筛选化合物库，以满足高通量筛选需求。然而经过二十年的组合化学的相关研究和实际运用，有药学家指出：尽管组合化学基于高效合成提供了大量的化合物，但先导化合物或候选药物的数量并未增加。这驱使药学家开始研究与现有药物或天然产物相比，组合化学产出的化合物的结构差异性。
化学信息学定义了化学多样性（Chemical diversity）这个概念，其描述为化合物根据其物理化学特性在化学空间中的分布情况，通常用化学多样性评价组合化学库与天然产物之间的差异。合成化合物库或组合化合物库只可涵盖有限且单一的化学空间，而现有已上市的药物尤其是天然产物，均表现出更强的化学多样性，它们在化学空间中表现的更均匀且广泛地分布。
组合化合物库中与天然产物最显著的区别在于手性中心的数量，一般天然产物中手性中心相较更多。其次天然产物比库中的化合物的结构刚性更强，且在芳香结构的数量上更少。其他的化学差异还包括杂原子的性质如：天然产物中富含氧和氮元素，而合成化合物中更常见硫和卤素元素；以及天然产物中的非芳香族不饱和键数量较高。由于结构刚性和手性均在药物化学中被认为可提高化合物的特异性和药物活性，因此有部分药学家认为，使用天然产物作为潜在的先导化合物分子比组合化学库相较更具优势。

### 筛选
从天然产物中发现全新的具备生物活性的化学实体有两种主要方法：
第一种被称为天然物料的随机收集和筛选。生物学尤其是植物学的知识，通常被用于识别有药用价值的生物物种。这种方法的有效性建立在全球生物多样性中只有一小部分曾经接受过药物活性测试。此外，生物体能生活在物种丰富且复杂的环境中，势必需要进化出防御机制和竞争机制才能得以生存。药物开发即可运用以上的机制挑选天然产物。
源于动物、植物和微生物的复杂生态系统会产生新颖且具潜在生物活性的化合物，这些化合物值得在药物开发过程中加以利用。成功运用这一策略的范例，是国家癌症研究所在1960年代开始的抗肿瘤药物筛选项目。该项目找到了著名的抗肿瘤药物：紫杉醇。其是从太平洋紫杉树短叶红豆杉中分离并鉴定出化学结构。紫杉醇通过全新的抗肿瘤机制（稳定微管）显示出其高活性，已获准临床用于治疗肺癌、乳腺癌、卵巢癌以及卡波西肉瘤。在21世纪初，药物卡巴他赛（Cabazitaxel），一种由法国赛诺菲公司研制生产的药物，其基于紫杉醇的衍生出的另一种抗肿瘤类似物，被证明对前列腺癌有效。该药物同样通过阻止微管的形成起药效，体内的微管会在分裂细胞中拉开染色体。
其他示例有：喜树碱类药物（Camtothecin）：拓扑替康（Topotecan） 、伊立替康（Irinotecan）、鲁比替康（Rubitecan）和倍罗替康（Belotecan）。 鬼臼毒素类药物：依托泊苷（Etoposide）和替尼泊苷（Teniposide）。蒽环类药物：阿克拉霉素（Aclarubicin）、柔红霉素（Daunorubicin）、多柔比星（Doxorubicin）、表柔比星（Epirubicin）、伊达比星（Idarubicin）、氨柔比星（Amrubicin）、吡柔比星 （Pirarubicin）、戊柔比星（Valrubicin）、和佐柔比星（Zorubicin）。 以及蒽二酮类药物：米托蒽醌（Mitoxantrone）和匹衫琼（Pixantrone ）。
第二种方法主要源于民族植物学，即研究植物在社会中的普遍用途以及民族药理学，民族药理学是民族植物学内部的一个领域，专门研究医学用途。
青蒿素是一种源自青蒿植物开发的抗疟药，自公元前200年以来青蒿一直用于中药，是一种用于联合治疗多重耐药性恶性疟原虫的药物。

### 结构解析
化学结构解析对于了解药物化学结构，进行构效关系研究，以及避免重复的化学结构研究工作至关重要。药物发现的关键即在于发现新结构，该化学结构能创造新的治疗手段或解决老药的安全性问题。质谱法是一种基于化合物离子化的质荷比，识别化合物分子量或碎片分子量，以推测化合物结构的方法。大多数化合物在自然界中通常以混合物形式存在，因此液相色谱法-质谱联用（LC-MS）通常用于解析混合物中的不同化合物组分的分子量和相关化合物信息。已知化合物的鉴定，可以通过质谱数据库进行比对，数据库还可用于推测未知化合物的结构。确定天然产物化学结构主要运用核磁共振波谱仪进行，核磁图谱可显示结构中单个氢原子、碳原子、氟原子、磷原子或氮原子的信息，以及这些不同原子之间互相的连接关系，从而推测化合物的结构信息。

## 新药申请
当一种药物在其整个研究过程中证明其在预计的治疗用途中是安全且有效时，药品研发公司可以向药监部门提交申请，即所谓的新药申请（New drug application，NDA）。药监部门会检查并研究药物研发企业递交的NDA相关资料，根据该药物在临床前研究和人体临床实验中的安全性、药物作用的特异性，药物的剂量，药物的有效性等信息，做出是否批准候选药物科通过该申请的决定。通过NDA的药物即可商业化上市并销售。

## 延伸阅读
- Gad SC. . Hoboken, N.J: Wiley-Interscience/J. Wiley. 2005. ISBN 978-0-471-21384-0.
- Madsen U, Krogsgaard-Larsen P, Liljefors T. . Washington, DC: Taylor & Francis. 2002. ISBN 978-0-415-28288-8.
- Rasmussen N. . Baltimore: Johns Hopkins University Press. 2014. ISBN 978-1-42141-340-2.